# Bordeieni
Bordeieni – wieś w Rumunii, w okręgu Ardżesz, w gminie Godeni. W 2011 roku pozostawała niezamieszkana.